# Holochlora astyla
Holochlora astyla är en insektsart som beskrevs av Heinrich Hugo Karny 1926. Holochlora astyla ingår i släktet Holochlora och familjen vårtbitare. Inga underarter finns listade i Catalogue of Life.